# Empoasca apicalis
Empoasca apicalis är en insektsart som först beskrevs av Flor 1861.  Empoasca apicalis ingår i släktet Empoasca och familjen dvärgstritar. Arten har ej påträffats i Sverige. Inga underarter finns listade i Catalogue of Life.